# اختبار النظام
اختبار النظام: يتم إجراء اختبار النظام على نظام متكامل لتقييم مدى مطابقته لمتطلباته المحددة.
يقوم اختبار النظام باختبار نظام متكامل تمامًا للتحقق من أنه يلبي متطلباته. على سبيل المثال، قد يتضمن اختبار النظام اختبار واجهة تسجيل الدخول، وإنشاء إدخال وتحريره، وإرسال النتائج أو طباعتها، ثم معالجة الملخص أو حذف (أو أرشفة) الإدخالات، ثم تسجيل الخروج.
يأخذ اختبار النظام، كمدخلاته، جميع المكونات المتكاملة التي اجتازت اختبار التكامل. يهدف اختبار التكامل إلى اكتشاف أي تناقضات بين الوحدات المتكاملة (وتسمى التجميعات). يسعى اختبار النظام إلى اكتشاف العيوب داخل "التجميعات البينية" والنظام ككل. والنتيجة الفعلية هي السلوك الذي يتم إنتاجه أو ملاحظته عند اختبار مكون أو نظام.
يتم إجراء اختبار النظام على النظام بأكمله في سياق مواصفات المتطلبات الوظيفية (FRS)، أو مواصفات متطلبات النظام (SRS)، أو كليهما. لا يختبر اختبار النظام التصميم فحسب، بل يختبر أيضًا السلوك وحتى توقعات العميل. وتعتزم أيضًا إجراء اختبار يصل إلى الحدود المحددة في مواصفات (مواصفات) متطلبات البرامج أو الأجهزة وما يتجاوزها.

## مقاربات
الاختبار المدمر: يتم إجراء الاختبارات على فشل العينة في فهم أداء العينة أو سلوك المادة تحت أحمال مختلفة.
الاختبار غير المدمر: تقنيات التحليل لتقييم خصائص مادة أو مكون أو نظام دون التسبب في ضرر.
حقن الأخطاء: أسلوب اختبار يضغط على النظام بطريقة غير عادية لفحص سلوك النظام.